# Lisapat
Lisapat (Liçapat, Lissapat, Lisabat) ist ein osttimoresischer Suco im Verwaltungsamt Hatulia B (Gemeinde Ermera).

## Geographie

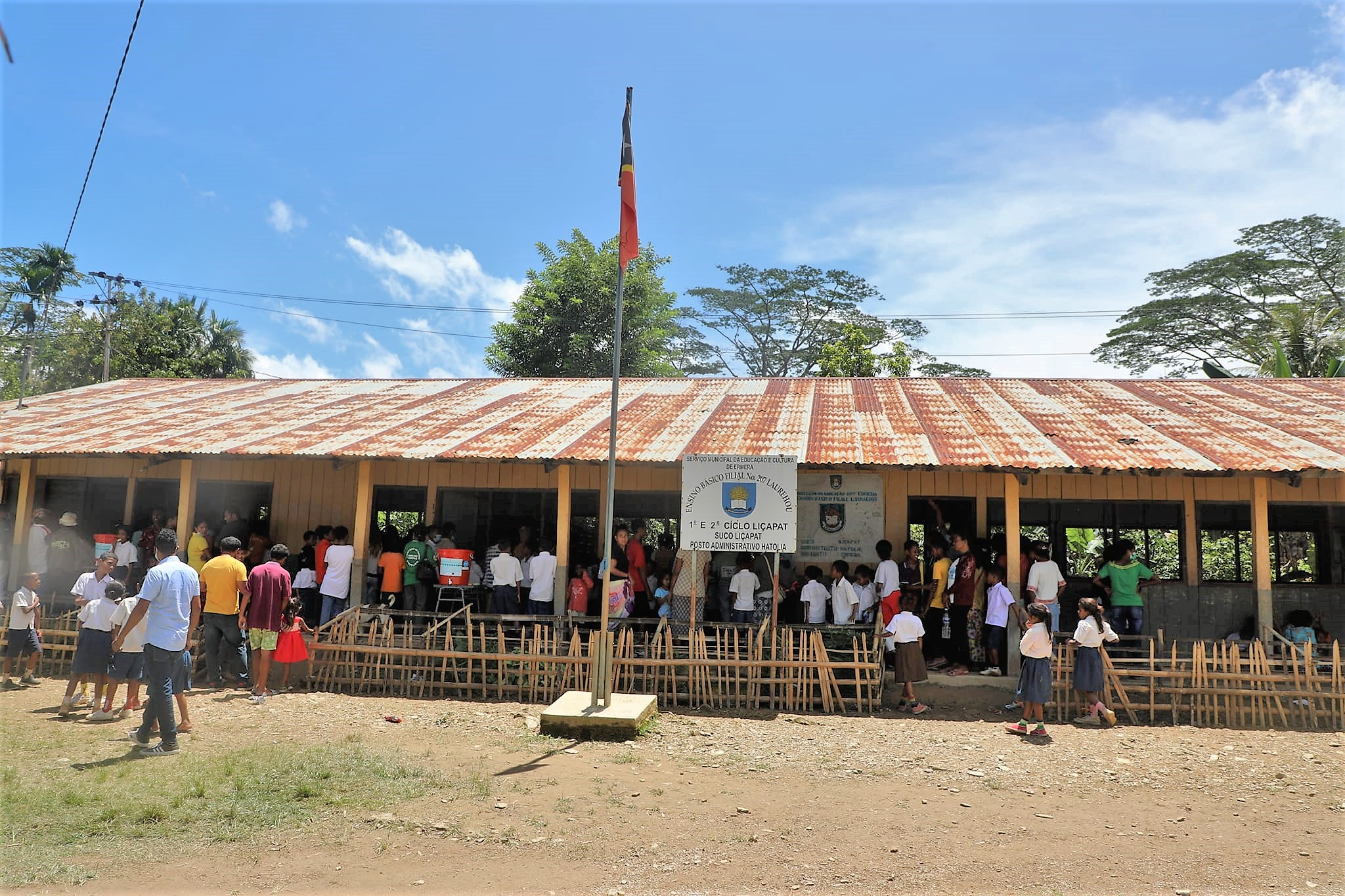
Die Grundschule in Lauraehoe

Vor der Gebietsreform 2015 hatte Lisapat eine Fläche von 7,33 km². Nun sind es 6,85 km². Der Suco liegt im Nordosten des Verwaltungsamts Hatulia B. Nordwestlich liegt der Suco Urahou, westlich der Suco Mau-Ubo und südlich der Suco Fatubolo. Im Osten grenzt Lisapat an das Verwaltungsamt Ermera mit seinem Suco Ponilala und im Norden an das zur Gemeinde Liquiçá gehörende Verwaltungsamt Liquiçá mit seinem Suco Açumanu. Die Grenze zu Mau-Ubo bildet weitgehend der Guotclua und die Grenze zu Ponilala fließt im Nordteil der Lendeum. Beide Flüsse münden im Norden in den Gleno, der entlang der Nordgrenze nach Westen fließt. Die Flüsse gehören zum System des Lóis.
Im Norden liegen die Dörfer Naumanaro (Nounanaro) und Lauraehou, im Zentrum Gaelema und im Süden Hatupae (Hatupa) und Tataeulo (Tataeulu). Tataeulo teilt sich in ein West- und ein Ostteil. Von Fatubolo aus reicht das Dorf Aitemua in den Suco hinein. In Lauraehoe und in Hatupae gibt es Grundschulen.
Im Suco befinden sich die sechs Aldeias Gaelema, Hatupae, Lauraehou, Naumanaro, Tataeulo und Tidibessi.

## Einwohner
Im Suco leben 3.312 Einwohner (2022), davon sind 1.725 Männer und 1.587 Frauen. Im Suco gibt es 507 Haushalte. Fast 53 % der Einwohner geben Tetum Prasa als ihre Muttersprache an. Über 46 % sprechen Mambai und eine kleine Minderheit Tokodede.

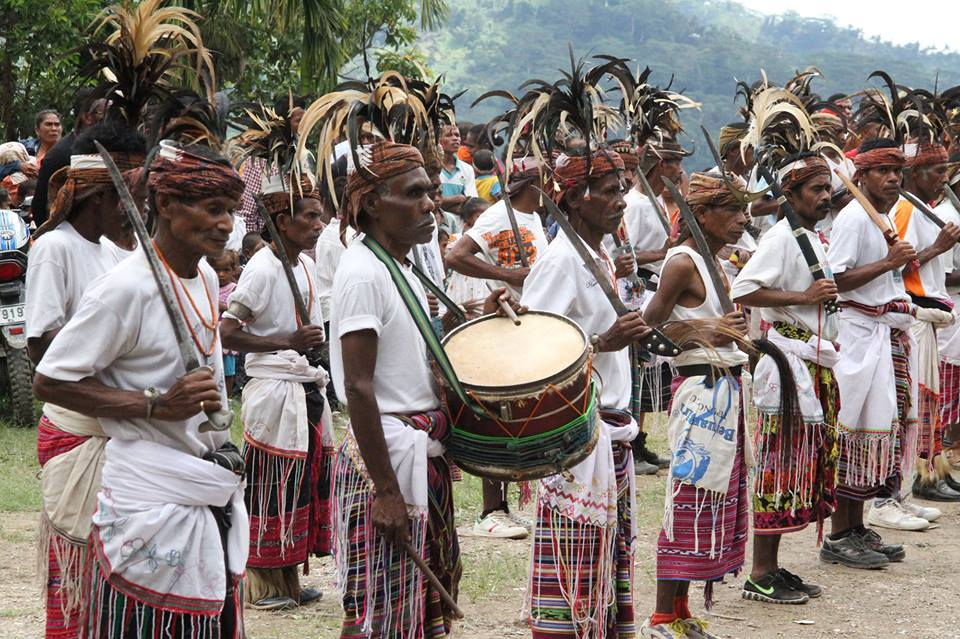
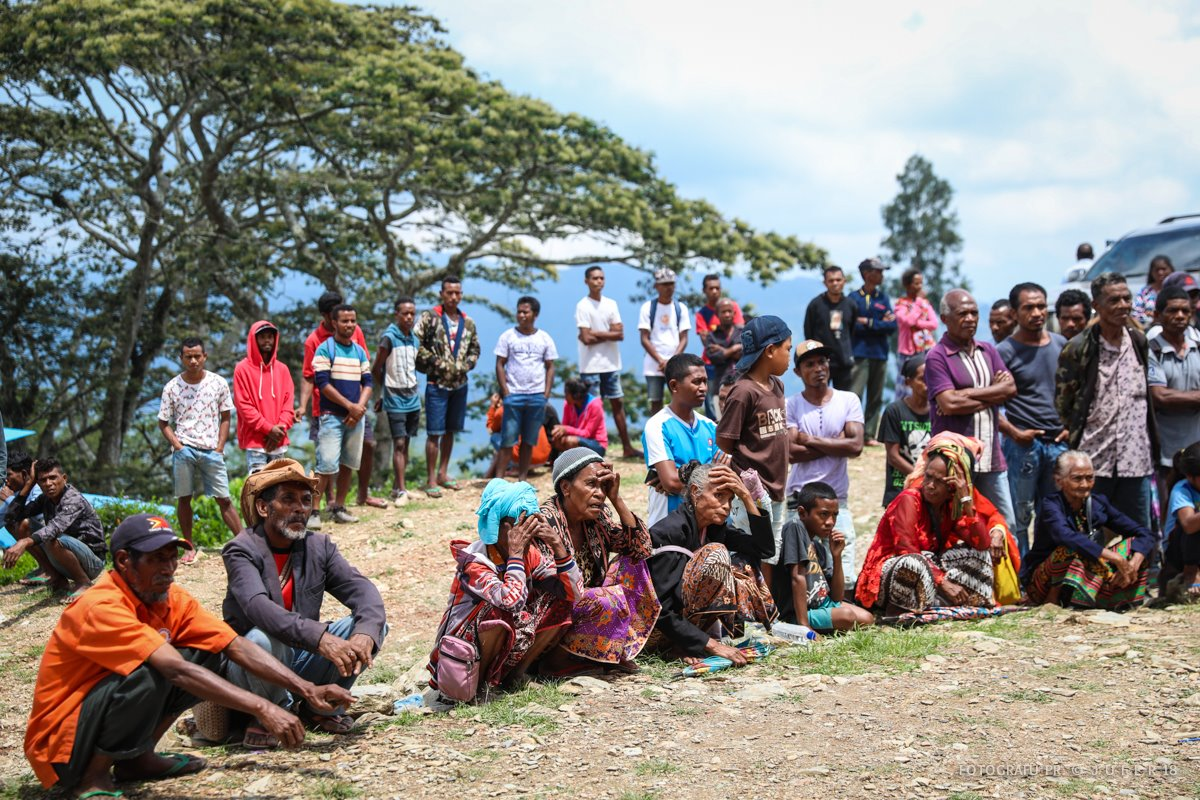

## Geschichte
Während der Unruhen von 1999 operierten zwischen dem 27. Januar und September in der Region die pro-indonesischen Milizen Darah Merah, Aitarak und Pancasila zusammen mit dem indonesischen Militär gegen Befürworter der Unabhängigkeit Osttimors. Zwischen dem 10. und 14. Mai wurden Lisapat und andere Sucos in der Region überfallen.
Bei einem Waldbrand am 2. und 3. Oktober 2019 kam es im Suco zu großen Zerstörungen.

## Politik

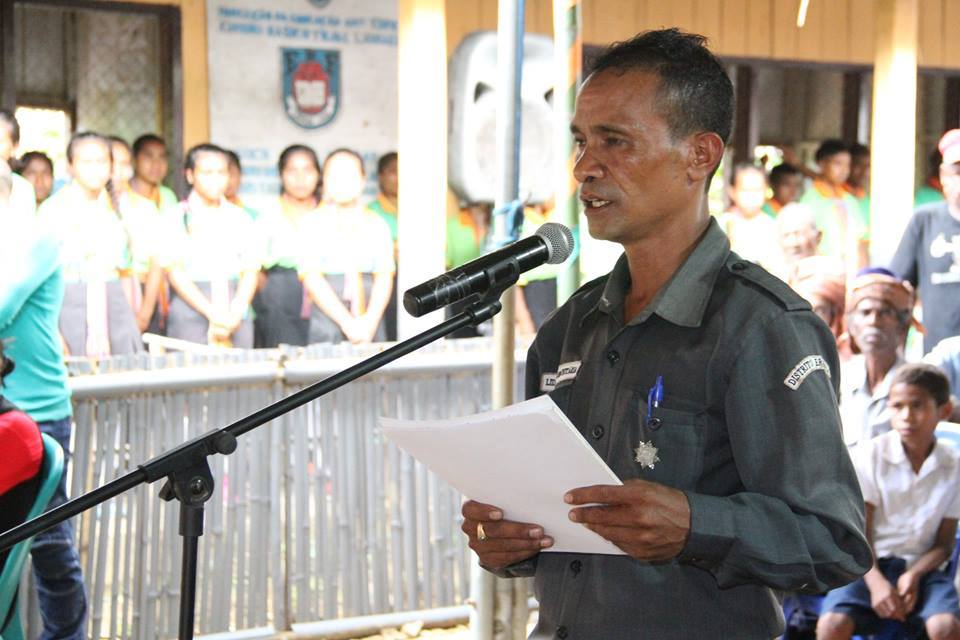
Julio do Rosario Lemos (2016)

Bei den Wahlen von 2004/2005 wurde Damião do Ceu da Cruz zum Chefe de Suco gewählt. Bei den Wahlen 2009 gewann Julio do Rosario Lemos und 2016 Nelson da Cruz Trindade.